# Saint-Sandoux
 Saint-Sandoux  là một xã ở tỉnh Puy-de-Dôme trong vùng Auvergne-Rhône-Alpes miền trung nước Pháp.

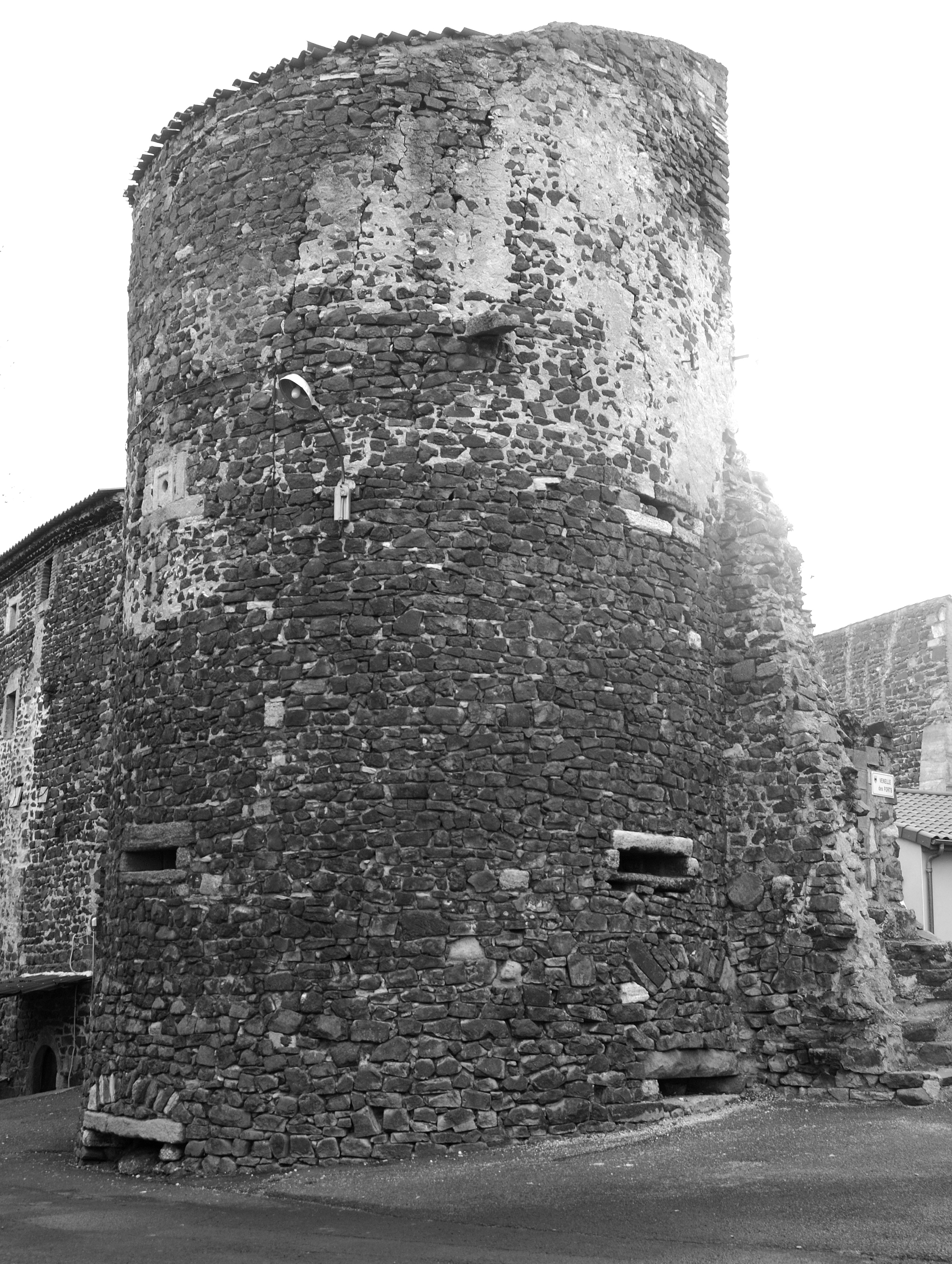
Tháp canh phần còn lại của bức tường phòng thủ Saint-Sandoux